# Tudorel Andrei
Tudorel Andrei (n. 17 octombrie 1965, Rădoiești, România) este un statistician român, specialist în econometrie, membru corespondent al Academiei Române. Este profesor universitar la Academia de Studii Economice din București, Departamentul de Statistică și Econometrie. Este căsătorit și are un fiu, Cezar Costin (n. 2012).

## Biografie
Tudorel Andrei este licențiat în economie al Academiei de Studii Economice din București, unde a urmat cursurile Facultății de Cibernetică și Planificare Economică, între septembrie 1985 și septembrie 1989, specializându-se în aplicarea metodelor cantitative în studiul fenomenelor din economie și licențiat în matematică al Universității din București unde a urmat cursurile Facultății de Matematică între septembrie 1993 și iunie 1997, lucrarea de licență a fost în domeniul folosirii metodelor econometrice în studiul seriilor de timp din economie. Are un doctorat în economie, specializarea statistică economică obținut la Academia de Studii Economice din București (septembrie 1992 - mai 1996)  cu lucrarea "Aplicarea statisticii în studiul fenomenelor de la nivel micro și macroeconomic" sub coordonarea prof. univ. dr. Ludovic Tovissi. 
Între septembrie 1998 și septembrie 1999 urmează cursurile de studii aprofundate în econometrie și economie matematică ale  
Universității de Științe Sociale din Toulouse  specializându-se în aplicarea metodelor cantitative în studiul fenomenelor din economie: macroeconomie, econometrie, statistică aplicată, teoria sondajelor și microeconomie. 
El este membru al Societății Române de Econometrie, al Consiliului Național de Statistică și Prognoză a Învățămaântului Superior, Consiliului Național de Atestare a Titlurilor, Diplomelor și Certificatelor Universitare Arhivat în 28 iunie 2017, la Wayback Machine., Econometric Society, al Societății Romane de Statistică din România, Asociației Statisticienilor din România, European Science Foundation, Association for Institutional Research, SUA,
Journal of Applied Quantitative Methods, Theoretical and Applied Economics (ECTAP), Economic Computation and Economic Cybernetics și International Statistical Institute. 
Tudorel Andrei a publicat până în prezent peste 10 cărți, 40 de articole în reviste cu referenți, ISI sau BDI și 3 lucrări în cadrul conferințelor științifice.
Începând cu 18 ianuarie 2013 este președintele Institutului Național de Statistică.
Tudorel Andrei este membru al Comitetului Sistemului Statistic European. De asemenea, pe perioada exercitării mandatului României de membru al Comisiei de Statistică - ONU (2016-2019), Tudorel Andrei a ocupat poziția de vicepreședinte în cadrul Biroului Comisiei de Statistică ONU al sesiunilor plenare din 2018 și 2019. În semestrul 1 al anului 2019, Tudorel Andrei a fost președintele Grupului de lucru Statistică al Consiliului Uniunii Europene în contextul exercitării de către România a Președinției rotative a Consiliului UE și membru al Grupului de Parteneriat al Sistemului Statistic European (2018-2019).
În urma ședinței Adunării Generale a Academiei Române, întrunită în sesiunea din 20 martie 2024, s-a decis, prin vot secret, alegerea unui număr de trei membri corespondenți și 5 membri de onoare, printre care și Tudorel Andrei.

## Cărți publicate
- Andrei, T., Spircu, L., Aplicații în econometrie, Economică, București, 2010. ISBN 978-973-709-481-0, 128 pagini.
- Andrei, T., Profiroiu, M., Profiroiu, A., Nevoia de formare profesională a personalului din administrația publică - Studiu, Editura Economică, București, 2010. ISBN 978-973-709-494-0, 128 pagini.
- Andrei, T., Matei, A., Stancu, I., Andrei, CL. (2009), Socioperformanța reformei sistemului public de sănătate, Editura Economică, București, pag. 336, ISBN 978-973-709-430-8.
- Andrei, T., Matei, A., Roșca, I., The Corruption – an economic and social analysis, Editura Economică, Bucharest, 2009, ISBN 978-973-709-453-7.
- Andrei, T., Bourbonnais, R., Econometrie, Editura Economică, București, 2008, ISBN 978-973-709-353-0, pag. 400.
- Andrei, T., Matei, A., Roșca, I., Corupția -o analiză economică și socială, Editura Economică, București, 2008, ISBN 978-973-709-396-7, pag. 216.
- Profiroiu, M., Andrei, T., Stancu, S., Implementarea Directivei Serviciilor în România - analiza opțiunilor, perspective și
- recomandări (Studiul nr. 8), Institutul European din România, București, 2008, ISBN 978-973-7736-62-8, pag.120.
- Andrei, T., Stancu, S., Iacob, A., Erika, T., Introducere în Econometrie utilizând Eviews, Editura Economică, București, 2008, ISBN 978-973-709-398-1, pag. 232.
- Andrei, T. Statistică și econometrie, Editura Economică, Bucuresti, 2003, ISBN 973-590-764-X, pag. 752.
- Andrei T., Stancu S., Statistică – teorie și aplicații, Editura ALL, București, 1997, ISBN 973-571-108-7.

## Lucrări publicate la Conferințe
- Tudorel Andrei, Marius Profiroiu, Alina Profiroiu, Monica Nedelcu - Estimation of corruption and non-academic behavior in the Romania public sector: public administration, health and education sector, The 17-th Network of Institutes and Schools Public  Administration Centrale and Eastearn Europe( NISPAcee) Annual Conference „State and Administrationin Changing World”, prezentată în Working Session on the Main Conference Theme, organizată de către NISPAcee, 14-16 mai 2009, Budva, Montenegro,  http://www.nispa.sk/_portal/conf_paper_detail.php?cid=17&p=1554&pid=1685, publicat în Vol. State Administration in a Changing World, editat de Juraj Nemec, B. Guy Peters, NISPAcee Press, Slovakia, 2010 , pag. 243-258, ISBN: 978-80-89013-50-0
- Marius Profiroiu, Andrei Tudorel , Alina Profiroiu - Descentralization process in Romania, Vol. Public Policy and Administration: Challenges and Synergie, Editat de Katarina Staronova, Laszlo Vass ,pag.165-180, NISPAcee Press, Bratislava, Slovakia ,2008,  ISBN 978-80-89013-43-2, Selected papers of the 16-th NISPAcee Annual Conference „Public Policy and Administration: Challenges and Synergies”, organizată de către NISPAcee, Bratislava, Republica Slovacia, 15-17 Mai, 2008 ,CD ISBN: 978-80-89013-38-8
- T. Andrei, Andreea Iluzia Iacob, C. Herțeliu, Les caracteristiques du systeme de santé publique en Roumanie, au niveau régional, en utilisant des données de panel, 41 èmes Journées de Statistique, 25 mai-29 mai 2009, Bordeaux, France, Société Française de  Statistique - publicată pe site-ul conferinței: http://hal.inria.fr/inria-00386694/fr/.

## Articole
- Teodorescu D, Andrei T, The growth of international collaboration in East European scholarly communities: a bibliometric analysis of journal articles published between 1989 and 2009, Scientometrics, DOI: 10.1007/s11192-011-0466-y Online First™ ISSN 0138-9130. Scor Relativ de Influență�: 2.1637; Factor de Impact: 1.337;
- Andrei T, Constantin DL, Mitrut C, Regional specialisation and industrial concentration in Romania's transition period from an election cycle perspective, Environment and Planning C-Government and Policy, Volume: 27 Issue: 4 Pages: 713-731, (2009). ISSN 0263-774X (print) 1472-3425 (electronic); Scor Relativ de Influență: 0.71584; Factor de Impact: 1.1704;
- Teodorescu D, Andrei T, Faculty and peer influences on academic integrity: college cheating in Romania, Higher Education, Volume: 57, Issue: 3, Pages: 267-282, (2009). ISSN 0018-1560; Scor Relativ de Influență: 0.88947; Factor de Impact: 0.87;
- Andrei T, Oancea B, Profiroiu M, An analysis of the Romanian agriculture using quantitative methods, Agriculture Economic, 57 (2), Pages: 85–92 (2011). Factor de Impact: 0.716
- Andrei, T., Lefter, V., Oancea, B., Stancu, S., A comparative Study of Some Features of Higher Education in Romania, Bulgaria and Hungary, Romania Journal of Economic Forecasting, vol. XIII, No. 2, pages: 280-285, (2010). ISSN 1222-5436.Factor de Impact: 0.600
- Andrei T, Teodorescu D, Oancea B, et al., Some comments about Wagner Law, Economic Computation and Economic Cybernetics Studies and Research Volume: 44, Issue: 1 Pages: 45-62, (2010). ISSN 0585-7511. Factor de Impact: 0.247
- Andrei T, Profiroiu M, Profiroiu A, et al., Aspects of professional training at local and central public administration institutions from Romania, Transylvanian Review of Administrative Sciences, Issue: 29E Pages: 5-21, (2010). ISSN 2247-8310. Factor de Impact: 0.212
- Profiroiu A, Andrei T, Nica M, et al, Analysis of the national modernizers network for the support of the public administration reform process from Romania, Transylvanian Review of Administrative Sciences, Issue: 31E, Pages: 114-132, (2010). ISSN 2247- 8310. Factor de Impact: 0.212
- Andrei T, Stancu S, Nedelcu M, et al., Econometric models used for the corruption analysis, Economic Computation and Economic Cybernetics Studies and Research, Volume: 43, Issue: 1, Pages: 101-122, (2009). ISSN 0585-7511. Factor de Impact: 0.247
- Andrei T, Matei A, Stancu S, Oancea B, Some notes about decentralization process implications on public administration corruption in Romania, Prague Economic Papers, Volume: 18, Issue: 1, Pages: 26-37 (2009). ISSN: 1210-0455. Factor de Impact: 0.390.
- Andrei T, Matei A, Tusa E, et al., Characteristics of the reforming process in the Romanian public administration system, Transylvanian Review of Administrative Sciences, Issue: 25E, Pages: 13-31, (2009). ISSN 2247-8310. Factor de Impact: 0.212
- Andrei, T., Teodorescu, D., Bourbonnaia, R., Oancea, B., A Simultaneous Equation Model for Estimating Corruption in Higher Education, Acta Oeconomica, Vol. 59(4), Pages: 411-439, (2009). ISSN 001-6373. Factor de Impact: 0.143
- Profiroiu M, Andrei T, Profiroiu A, et al., The Evolution of the Service Sector in the Context of Romania's Accession to the European Union, Transylvanian Review of Administrative Sciences, Issue: 24E, Pages: 98-110, (2008). ISSN 2247-8310. Factor de Impact: 0.212
- Stancu S, Andrei T, Iacob AI, et al., Independence degree and the energy efficiency growth at the level of the national energy system, Economic Computation and Economic Cybernetics Studies and Research, Volume: 42, Issue: 1-2, Pages: 83-95, (2008). ISSN 0585- 7511. Factor de Impact: 0.247
- Andrei T, Iacob AI, Vlad LB, Tendencies in the Romania's regional economic development during the period 1991-2004, Economic Computation and Economic Cybernetics Studies and Research, Volume: 41 Issue: 1-2 Pages: 107-119, (2007). ISSN 0585-7511. Factor de Impact: 0.247.
- Andrei T, Teodorescu D, Iacob AI, et al., The application of the econometric models with qualitative variables in the analysis of the non academic behaviors at the level of the Romanian higher education system, Economic Computation and Economic Cybernetics Studies and Research, Volume: 41, Issue: 3-4, Pages: 131-139, (2007). ISSN 0585-7511. Factor de Impact: 0.247.
- Teodorescu D, Andrei T, Rosca IG, et al. Local governance and corruption of a country in the process of joining the European Union, Romanian Journal of Economic Forecasting Volume: 8 Issue: 4, Pages: 49-60, (2007). ISSN 1582/6163 Factor de Impact: 0.600.
- Andrei T, Rosca IG, Iacob AI, et al., The influence of the religious factors on the electoral option-quantitative analysis, Journal for the Study of Religions and Ideologies, Volume: 7, Issue: 21, Pages: 20-43, (2008)
- Andrei T, Tusa E, Herteliu C, The perception of gender discrimination at the level of young educated Romanians - A quantitative approach, Journal for the Study of Religions and Ideologies, Issue: 14, Pages: 51-62, (2006).
- Andrei, T, Teodorescu D, Oancea B, Characteristics of higher education in Romania during transition, Conference Information: 2nd World Conference on Educational Sciences (WCES-2010), Date: FEB 04-08, 2010 Bahceschir Univ Istanbul TURKEY, INNOVATION AND CREATIVITY IN EDUCATION Volume: 2 Issue: 2 Pages: 3417-3421 Published: 2010.
- Andrei, CL; Stancu, S; Andrei, T, The analysis of health education of the population as an important factor in optimizing medical expenses, Conference Information: 2nd World Conference on Educational Sciences (WCES-2010), Date: FEB 04-08, 2010 Bahceschir Univ Istanbul TURKEY, INNOVATION AND CREATIVITY IN EDUCATION Volume: 2 Issue: 2 Pages: 3427- 3431 Published: 2010.
- Andrei T, Stancu S, Herteliu C, et al., A binary model for the decisional process, Conference Information: 16th International Economic Conference - IECS 2009, Date: MAY 07-08, 2009, Sibiu, ROMANIA, INDUSTRIAL REVOLUTIONS, FROM THE GLOBALIZATION AND POST-GLOBALIZATION PERSPECTIVE, VOL V Pages: 3-9 Published: 2009.
- Oancea B, Andrei T, Stancu S, et al., Evaluating Java performance for numerical computations in the context of solving large econometric models, Conference Information: 16th International Economic Conference - IECS 2009, Date: MAY 07-08, 2009 Sibiu ROMANIA, INDUSTRIAL REVOLUTIONS, FROM THE GLOBALIZATION AND POST-GLOBALIZATION PERSPECTIVE, VOL V Pages: 157-165. Published: 2009.
- Andrei T, Teodorescu D, Stancu S, et al.. Some features of the non-academic behavior in the Romanian universities, Conference Information: World Conference on Educational Sciences, FEB 04-07, 2009 Nicosia CYPRUS, WORLD CONFERENCE ON EDUCATIONAL SCIENCES - NEW TRENDS AND ISSUES IN EDUCATIONAL SCIENCES Volume: 1 Issue: 1 Pages: 1964- 1968, Published: 2009.
- Andrei, T., Relations de causalité entre l’économie souterraine et les variables macroéconomiques: application sur la Roumanie, Revista Română de Statistică, Nr. 3, 2011, pagini 86 – 100. ISSN: 1018-046X
- Herțeliu, C., Isaic-Maniu, Al., Pele, D.T. și Andrei, T. Turul 2 al alegerilor prezidențiale din 2009: fraudare sau consecvență în opțiuni?, Sfera Politicii, nr. 143/2010, pag. 48-60, ISSN 1221-6720.
- Andrei, T., Oancea, B., Dananau, F., The analysis of corruption in public administration - a quantitative method, Lex ET Scientia International Journal (LESIJ), nr. XVII, vol. 1/2010, ISSN 1583-039x, e-ISSN 2066-1886.
- Andrei, T., Ștefănescu, D., Oancea, B., Quantitative Methods for Evaluating the Informal Economy. Case Study at the Level of Romania, Theoretical and Applied Economics, Volume XVII (2010), No. 7(548), pp. 15-24), ISSN 1841-8678 (print edition), ISSN 1844-0029(online edition).
- T. Andrei, S. Stancu, Andreea Iluzia Iacob, B. Oancea, Modele de analiză a economiei informale la nivelul țărilor aflate în tranziție, Studii și Cercetări de Calcul Economic și Cibernetică Economică, Vol. 44, nr. 1-2/2010, București, pp. 19-28, revistă recunoscută în domeniu-cotată CNCSIS tip B+, ISSN 0585-7511
- Andrei, T., Iacob, A., Stancu S., Oancea, B., (2010), Quantitative Techniques used for the Informal Economy Analysis at National and Regional Level, Informatică Economică Vol. 14 No. 3, pp 153-164, ISSN 1453-1305, EISSN 1842-8088
- Andrei, T., Matei, A., Oancea, B., Stefanescu, D., (2010), Evaluation of Unacademic Behaviour and its Implications on Economic and Social Development, Theoretical and Applied Economics - 9/2010 (550), pp. 33-52, ISSN 1841-8678 (editia print) ISSN 1844-0029 (editia online).
- Andrei, T., Matei, A., Stefanescu, D.,Oancea, B., (2010), Quantitative Methods for Evaluating the Informal Economy. Case Study at the Level of Romania, Theoretical and Applied Economics, Volume XVII (2010), No. 9(550), pp. 33-52. ISSN 1841-8678 (editia print), ISSN 1844-0029 (editia online).
- T. ANDREI, Ani MATEI, Bogdan Vasile ILEANU, Monica Viorica NEDELCU, The Particularities and Specifics of Civil Servants’ Opinions on some Characteristic of Public Administration Segmented by Religion, Journal of Applied Quantitative Methods, Volume 5, Issue 4, 2010, pp ISSN 1842-4562
- Andrei T., Matei A., Oancea B., Modele cu ecuații simultane în studierea unor aspecte legate de corupția și performanța serviciilor din sistemul public de sănătate (2009), Economie teoretică și aplicată, nr. 1/2009 (530), pp. 3-18, ISSN 1841-8678
- Andrei, T., Profiroiu, M., Oancea, B., Nedelcu, M., Consideratii privind sistemul de salarizare din Administratia Publica – analiza pe cicluri electorale si dezvoltarea de scenarii, Economie teoretică și aplicată nr. 3/2009 (532), pg. 57-70  ISSN 1841-8678
- Andrei, T., Mitrut, C., Constantin, L., Oancea, B., Analiza impactului procesului de descentralizare din Romania asupra rezultatelor din sistemul public de sanatate, Economie teoretică și aplicată nr. 10/2009 (539), pg. 17-22  ISSN 1841-8678
- Andrei T., Vlad, L., Nedelcu M., Tendencies in the Regional Industry and Specialisation in Romania during the Transition Period, Theoretical and Applied economics, nr.3/2008 (520), pag. 3-12, Bucuresti, 2008. ISSN 1841-8678.
- Andrei, T., Teodorescu, D., Stancu, S., Oancea, B.(2009): Some features of the non-academic behaviour in the Romanian Universities, Procedia Social and Behavioral Sciences 1 (2009), Elsevier, pg. 1964–1968, ISSN: 1877-0428.
- T. Andrei, B. Oancea, S. Stancu, Andreea Iluzia Iacob, Econometric Models Used in the Analysis of the Informal Economy at the Regional Level, Informatica Economica Journal, Vol. 13 No. 3/2009, pp. 179-188, ISSN 1453-1305.
- D. Teodorescu, T. Andrei, E. Tusa, C. Herteliu, S. Stancu, Analysing the Students’ Academic Integrity Using Quantitative Methods, JAQM Volume 2, Issue 2 - June 30, 2007, ISSN 1842-4562, Member of DOAJ, pag. 211-220
- Stelian, S., Andrei, T., Studiul pieței de capital din Romania, Studii și cercetări de calcul economic și cibernetică economică, vol. 41, Nr3/2007, București, pag. 69-82, ISSN 0585-7511
- S. Stancu, L. Calin, T. Andrei, A. Iacob, Aplicații ale teoriei jocurilor în analiza actului medical, Studii și cercetări de calcul economic și cibernetică economică, vol. 41, Nr4/2007, București, pag. 29-38, ISSN 0585-7511
- T. Andrei, S. Stancu, I. Isaic, Tendencies in the University System In Romania, JAQM Volume 2, Issue 4 - Winter, 2007, ISSN 1842-4562, Member of DOAJ, pag. 494-506
- T. Andrei, S. Stancu, M. Profiroiu, Models of Quantitative Analysis for Phenomenon from Romanian Public Administration, International Journal of Public Administration in Central and Eastern Europe, No. 2007/2 pag. 69-76, ISSN 1789-1035 07.4189